# João Marques de Oliveira
João Marques de Oliveira (n. 23 august 1853, Porto, Portugalia – d. 9 octombrie 1927, Porto, Portugalia), a fost un pictor portughez naturalist.

## Biografie
În 1864, când avea doar unsprezece ani, a intrat la Escola Superior de Belas-Artes do Porto. Cinci ani mai târziu, s-a înscris la cursul de istorie a picturii predat de João António Correia pe care l-a absolvit în 1873. În următorii șase ani, a locuit în Franța alături de colegul său António da Silva Porto, în timp ce studiau la École des Beaux-arts, sub îndrumarea lui Alexandre Cabanel și a lui Adolphe Yvon. În timp ce locuiau acolo, au întreprins și călătorii de studiu în Belgia, Anglia, Olanda și Italia. Schițele și picturile care au rezultat din aceste călătorii au dus la participarea sa la Saloanele din 1876 și 1878.
La întoarcerea la Porto, în 1879, a lucrat ca artist liber profesionist și a ajutat la introducerea conceptului de pictură în aer liber în Portugalia. În anul următor, el a devenit vicepreședinte al Centro Artístico Portuense, o asociație pentru avansarea artelor modelate în „Grupul Leului” din Lisabona. Din 1881 până în 1926, a fost profesor la Academia din Porto și a ocupat ulterior funcția de director. Unii dintre elevii săi au fost Aurélia de Sousa și Lino António.
În 1911, a fost numit președinte al consiliului și membru al Comitetului executiv pentru artă la proaspăt reorganizatul Muzeu Național Soares dos Reis. În 1913, devine director. A demisionat cu reticență din toate funcțiile sale în 1926, când a împlinit vârsta de pensionare obligatorie pentru angajații publici și a murit în anul următor. În 1929, a fost onorat cu un bust de bronz în Jardim de São Lázaro, aflat lângă Academie.